# Plusiodonta miranda
Plusiodonta miranda là một loài bướm đêm trong họ Noctuidae.